# Marlborough Road (stanice metra v Londýně 1868–1939)
Marlborough Road (někdy zkráceně jako Marlboro Road) je zrušená stanice londýnského metra v lokalitě St. John's Wood v severozápadním Londýně. Byla otevřena 13. dubna 1868 na železnici Metropolitan & St. John's Wood Railway, což bylo první prodloužení železniční trati Metropolitan Railway (nyní linka Metropolitan Line) ze stanice Baker Street na sever. Byla vybudována mezi stanicemi Lord's a Swiss Cottage, dnes již také zrušenými.

## Historie
Stanice se nalézala na křižovatce ulic Finchley Road a Queen's Road (nyní přejmenovaná na Queen's Grove). Byla pojmenována podle nedaleké ulice Marlborough Road, která byla v 50. letech 20. století přejmenována na Marlborough Place.
Stanice po dobu své existence byla málo využívána, její význam nárazově vždy vzrostl hlavně během kriketové sezóny díky její blízkosti ke stanici Lord's a ke kriketovému stadionu Lord's Cricket Ground.

## Uzavření stanice

Uzavřené stanice linky Metropolitan Line mezi stanicemi Baker Street a Finchley Road

Ve 30. letech 20. století začala linka Metropolitan Line trpět zahlcením na jižním konci své hlavní trasy, kde se vlaky z mnoha jejích větví (větve Watford, Amersham, Chesham, Uxbridge a Stanmore) snažily sdílet omezené kapacity kritického úseku tratě mezi stanicemi Finchley Road a Baker Street. Pro zmírnění této kongesce byl vybudován nový ražený tunel mezi stanicí Finchley Road a tunely linky Bakerloo Line ve stanici Baker Street. V souvislosti s tím byly od 20. listopadu 1939 stanice větve Stanmore linky Metropolitan Line převedeny na linku Bakerloo Line a přesměrovány do nových ražených tunelů do stanice Baker Street, čímž se snížil počet vlaků používajících tratě linky Metropolitan Line na tomto kritickém úseku.
Po převedení větve Stanmore na linku Bakerloo Line byla podpovrchová stanice Marlborough Road uzavřena a nahrazena novou raženou stanicí St. John's Wood na lince Bakerloo Line.

## Dnešní stav

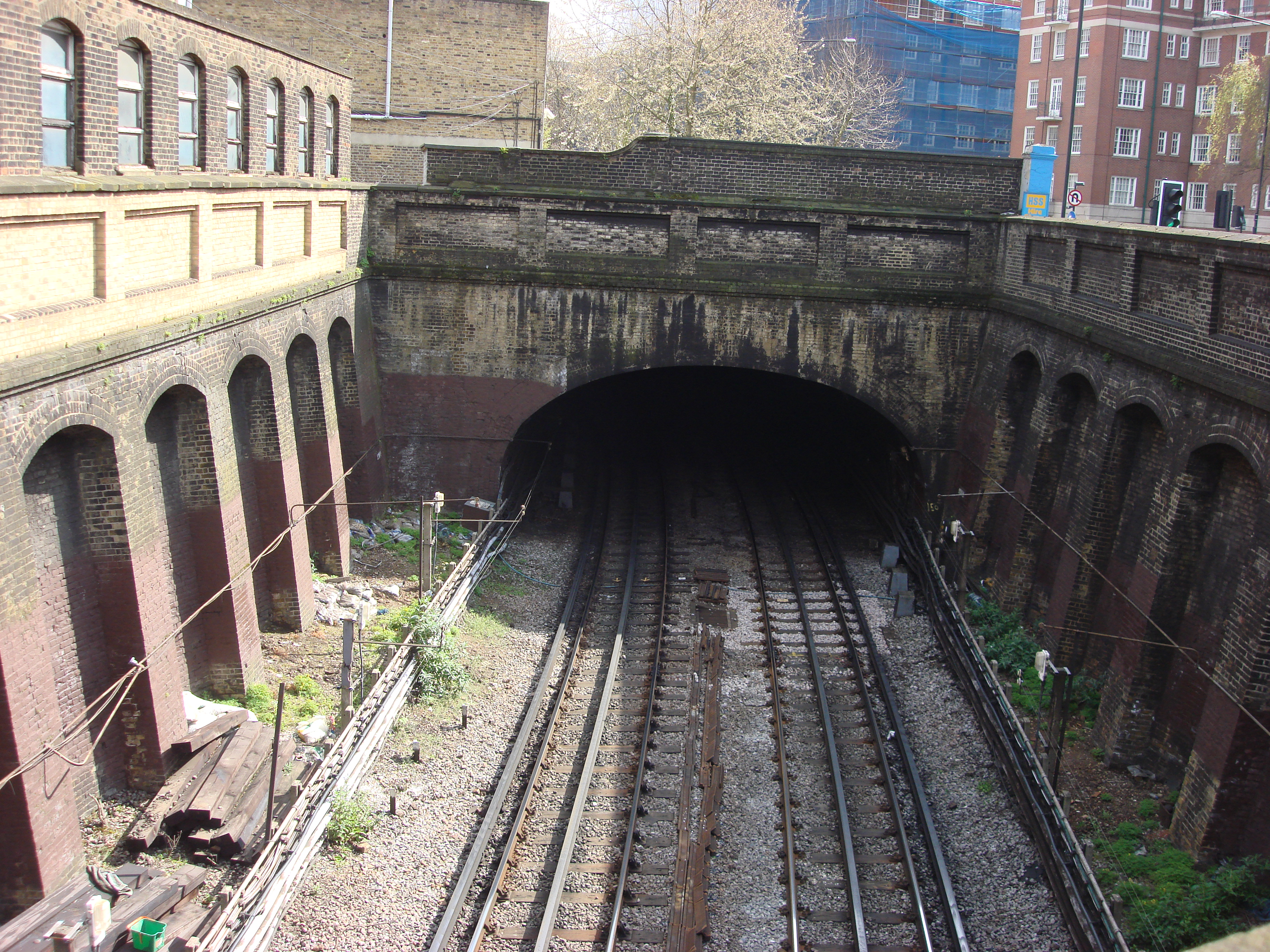
Umístění starých nástupišť ve stanici Marlborough Road

Záběry zbytků nástupišť, exteriéru budovy stanice a odbavovací haly, ve které v té době fungovala steaková restaurace, byly součástí dokumentu televize BBC Metro-Land z roku 1973, který vytvořil anglický spisovatel a básník John Betjeman. V budově stanice byla potom do roku 2009 čínská restaurace. Nyní se v ní nalézá měnírna, která zde byla zřízena jako součást modernizačního programu napájecí soustavy v souvislosti s uvedením vozů třídy S na linku Metropolitan Line.
Stanice dnes slouží pouze jako nouzový východ z tratě linky Metropolitan Line. Je přístupná dveřmi ústícími na ulici Finchley Road. Za vchodem je schodiště vedoucí na nástupiště, která jsou stále ještě částečně zachovalá a stala se místem, kde vystupovali někteří místní pouliční umělci.

## Další uzavřené stanice na tomto úseku
Dalšími stanicemi linky Metropolitan Line uzavřenými v souvislosti s otevřením raženého tunelu linky Bakerloo Line (nyní linka Jubilee Line), kterými vlaky linky Metropolitan Line dnes pouze projíždějí, jsou:
- Lord's

- Swiss Cottage